# Klințî
Klințî (ru. Клинцы) este un oraș din regiunea Briansk, Federația Rusă, cu o populație de 67.325 locuitori.

## Orașe înfrățite
- Kiustendil, Bulgaria

1. ↑  OKTMO. 179/2016., accesat în 25 octombrie 2016